# 孔鏘
孔鏘（1958年12月11日—），本名莊永軒，是台灣客家人資深電子琴樂師，苗栗縣南鄉獅頭山（獅山村）龍門口人，就讀苗栗縣立南庄國民中學始喜好吉他、琴類等樂器，其父曾是煤礦礦工兼獅山村15鄰鄰長。
孔鏘師承「台灣三大鼓王」之一，台視大樂團前鼓手藍宜慧。出道前曾加入三立大樂隊，參與《豬哥亮歌廳秀》等節目伴奏。在台視綜藝節目《龍兄虎弟》的招牌單元〈音樂教室〉擔任伴奏而出道；而在成名之前，曾以本名參演《龍兄虎弟》的短劇。
孔鏘經歷3次婚姻，育有2子（其中小鏘也與父親同職，在衛視中文台《瘋神無雙》擔任電子琴樂師）、1女（女兒莊雨帆，小名「妞妞」）。孔鏘現任「孔鏘超級樂團」總監，旗下「孔鏘管絃樂團」樂手約有40餘位。
2017年5月16日，孔鏘到豬哥亮靈堂上香，呼喚自己幫豬哥亮取的暱稱「溫體豬」；他說，豬哥亮相當喜歡他的音樂，他們除了外景以外都是一起搭檔。
2017年6月20日，孔鏘擔任豬哥亮告別式音樂總監。

## 參與的節目
未特別註明職務者，皆是擔任伴奏。
台視
- 《龍兄虎弟》（1994年於〈音樂教室〉單元首度擔任琴師發跡，兼任片頭音樂設計，至1998年與第一代主持人張菲、費玉清跳槽到華視為止）
- 《冰冰棒棒》（與白冰冰、劉爾金、郭子乾主持，1996年4月15日－1996年10月31日）
- 《天天樂翻天》
- 《五燈之星擂台賽》
- 《2013超級巨星紅白藝能大賞》

中視
- 《歡樂傳真》（董至成、陳美鳳、許效舜時期，以本名擔任主題音樂作曲及伴奏）
- 《綜藝大哥大》（兼任音樂設計）
- 《展旺巔峰 再現風華 中視40台慶晚會》（2009年10月31日20:00～22:30）
- 《萬秀豬王》（音樂伴奏）

華視
- 《周末雙響泡》（以本名擔任伴奏，兼任音樂設計，1993年）
- 《綜藝萬花筒》（以本名擔任伴奏）
- 《王牌威龍》（1995年12月22日－1998年2月6日）
- 《星期天報報》
- 《金曲龍虎榜》
- 《今宵花月夜》（以本名擔任編曲）
- 《龍虎綜藝王》
- 《歡樂龍虎榜》
- 《無敵星期六》
- 《歡樂在周六》
- 《台灣開心秀》
- 《台灣靈異事件》（演員）
- 《周末快樂頌》
- 《永遠的星星》（2013年2月9日）
- 《華視天王豬哥秀》
- 《綜藝菲常讚》
- 《黃金年代》
- 《豬哥亮ㄟ永恆歌廳秀》（音樂設計，2017年）

民視
- 《綜藝大集合》（僅棚內部分）
- 《明日之星Super Star》（兼任音樂設計）
- 《台灣那麼旺》
- 《豬哥會社》（兼任主題曲編曲）
- 《新兵進行曲》
- 《三星報囍》
- 《超級冰冰Show》

公視基金會
- 《公視人生劇展──Numbers》（現場收音）

TVBS頻道
- 《亞洲金曲大放送》

江蘇省廣播電視總台影視頻道
- 《超級震撼》

三立綜藝台
- 《冠軍點唱秀》（與陳盈潔、李茂山、賀一航主持）

八大第一台
- 《我愛冰冰》（與沈文程、方駿主持）
- 《台灣的歌》（兼任音樂統籌）
- 《愛拚才會贏》
- 《台灣演歌秀》
- 《亞洲新人歌唱大賽》
- 《金曲百樂門》
- 《黃金演歌秀》

壹電視綜合台
- 《豬哥壹級棒》

年代電視、海峽衛視
- 《2014全球閩南語歌曲創作演唱大賽》
- 《有夢出頭天》

歐朋電視台
- 《美眉共和國》（主持人）

信吉衛星電視台
- 《台灣大歌廳》

## 電視劇
| 頻道 | 劇名             | 單元名稱            | 飾演   | 年份 |
| 台視 | 《雙囍》         |                     | 陳招喜 | 1997 |
| 華視 | 《台灣怪談》     | 坐鬼車              | 眼鏡   | 1999 |
| 華視 | 《台灣靈異事件》 | 槓頂開花            | 吳財發 | 1999 |
| 華視 | 《台灣靈異事件》 | 老婆也瘋狂          | 王大發 | 2000 |
| 華視 | 《台灣靈異事件》 | 開心鬼放暑假        | 馮教授 | 2000 |
| 華視 | 《台灣靈異事件》 | 搶錢家族            |        | 2000 |
| 華視 | 《台灣靈異事件》 | 紙新娘              | 阿西   | 2001 |
| 華視 | 《台灣靈異事件》 | 白賊父母心          | 阿標   | 2001 |
| 華視 | 《台灣靈異事件》 | 幽靈康樂隊          |        | 2001 |
| 華視 | 《台灣靈異事件》 | 幽靈池              |        | 2001 |
| 華視 | 《台灣靈異事件》 | 樂透奇談-財神爺報到 | 阿順   | 2002 |

## 電影
- 2012年《寶島大爆走》飾 警察
- 2014年《十萬夥急》飾 中醫師
- 2016年《人生按個讚》飾 鄭探花

## 外部連結
- 孔鏘的Facebook專頁
- 孔鏘在香港影庫上的簡介
- 華文影史庫 孔鏘 簡介 （页面存档备份，存于）